# Dr. Csont (harmadik évad)
A harmadik évad premierje 2007. szeptember 25-én volt a FOX televíziós csatornán, az évad utolsó epizódját 2008. május 19-én adta le a csatorna. Az egyes epizódokat az eredetileg meghirdetett keddenként 20.00 órai kezdet helyett hétfőnként 20.00-ra tették át. Az évad az amerikai sorozatírók sztrájkja miatt csak 15 epizódból áll. A műsor a hosszú szünet után 2007. november 27-én tért vissza, a Keserédes ünnep című epizóddal. Az egyes epizódok nézettsége átlagosan 8,9 millió volt.
Az Egyesült Királyságban a sorozat ezen évadának vetítése 2007. november 8-án kezdődött, és 2008. május 29-én ért véget. A Sky1 televíziós csatorna csütörtökönként 21.00 órás kezdettel sugározta, átlagosan 682.067-es nézettséggel. Az évad a négy hónapos amerikai sorozatírók sztrájkja miatt 2007. december 20-án leállt az Üzenet a múltból című, majd 2008. április 10-én folytatódott a Titkos társaság című epizóddal.
Hazánkban a harmadik évad premierje 2010. január 4-én volt az RTL Klub-on, hétfő esténként. március 29-én adták le a tizenkettedik epizódot, majd szüneteltették a sorozat vetítését. Az évad folytatására, félév szünet után 2010. augusztus 30-án  került sor.

## Szereplők
| Karakter                        | Alakítja           | Magyar hangja  | Szerep                                       |
| ------------------------------- | ------------------ | -------------- | -------------------------------------------- |
| Dr. Temperance Brennan, "Bones" | Emily Deschanel    | Bertalan Ágnes | Törvényszéki antropológus, Jefferson Intézet |
| Seeley Booth                    | David Boreanaz     | Széles Tamás   | Különleges ügynök, FBI                       |
| Angela Montenegro               | Michaela Conlin    | Kéri Kitty     | Arcrekonstruáló, Jefferson Intézet           |
| Zack Addy                       | Eric Millegan      | Szabó Máté     | Törvényszéki antropológus, Jefferson Intézet |
| Dr. Jack Hodgins                | TJ Thyne           | Viczián Ottó   | Entomológus, Jefferson Intézet               |
| Dr. Camille Saroyan             | Tamara Taylor      | Törtei Tünde   | A Bűnügyi Labor vezetője, Jefferson Intézet  |
| Dr. Lance Sweets                | John Francis Daley | Molnár Levente | Pszichiáter                                  |
| Max Keenan                      | Ryan O’Neal        | Nagy Gábor     | Brennan apja                                 |
| Russ Keenan                     | Loren Dean         | Holl Nándor    | Brennan bátyja                               |

## Epizódok
| Epizód száma | Epizód címe                                              | Vetítés időpontja az USA-ban / Magyarországon |
| --- | -------------------------------------------------------- | --------------------------------------------- |
| 3.01 | The Widow's Son in the Windshield / Bűnjelek a trezorban | 2007. szeptember 25. / 2010. január 4.        |
| Koponya vágódik egy kocsinak. Brennanék emberi fognyomokat találnak a csonton, és úgy sejtik egy kannibál gyilkossal van dolguk.                                                                                      |                                                          |                                               |
| 3.02 | Soccer Mom in the Mini-Van / Robbanékony múlt            | 2007. október 7. / 2010. január 11.           |
| A nyomozás kideríti: a felrobbant autó vezetője álnéven élt. Korábban egy forradalmi diákcsoport tagja volt. |                                                          |                                               |
| 3.03 | Death in the Saddle / Nyeregben                          | 2007. október 9. / 2010. január 18.           |
| A megcsonkított holttest utáni nyomozás egy zárt közösségi klubba, bizarr szexuális szerepjátékosok társaságába vezet.                                                                                                |                                                          |                                               |
| 3.04 | The Secret in the Soil / A föld titka                    | 2007. október 23. / 2010. január 25.          |
| Az áldozat néha erőszakos módszerekkel igyekezett terjeszteni a biogazdálkodás eszméit, aminek sokan nem örültek. |                                                          |                                               |
| 3.05 | Mummy in the Maze / Múmia a labirintusban                | 2007. október 30. / 2010. február 1.          |
| A Halloweenkor talált múmiáról Brennan megállapítja, hogy egy eltűnt lány holtteste. Később újabb hasonló áldozat kerül elő.                                                                                          |                                                          |                                               |
| 3.06 | Intern in the Incinerator / Gyilkosság az intézetben     | 2007. november 6. / 2010. február 8.          |
| A Jefferson Intézet szemétégetőjéből egy gyakornoklány holtteste kerül elő. A lánynak viszonya volt a kollégájával.                                                                                                   |                                                          |                                               |
| 3.07 | The Boy in the Time Capsule / Üzenet a múltból           | 2007. november 13. / 2010. február 15.        |
| A középiskola udvarán 20 éve időkapszulát ástak el, amit most nyitnak fel. Ám abból egy hulla darabjai kerülnek elő.                                                                                                  |                                                          |                                               |
| 3.08 | The Knight on the Grid / Titkos társaság                 | 2007. november 20. / 2010. február 22.        |
| A titkos társaság rejtélyes kannibálrituáléjának újabb áldozata kerül elő. A csapat igyekszik mindent megtudni a társaságról.                                                                                         |                                                          |                                               |
| 3.09 | The Santa in the Slush / Keserédes ünnep                 | 2007. november 27. / 2010. március 1.         |
| A Mikulás-gyilkosság még karácsony előtt megoldódik. Booth és Brennan érdekes helyzetbe kerül egy fagyöngykoszorú alatt.                                                                                              |                                                          |                                               |
| 3.10 | The Man in the Mud / Mindenki sáros                      | 2008. április 14. / 2010. március 8.          |
| A pályán tanúsított könyörtelensége miatt a motorversenyző áldozatra többen is megorrolhattak az ellenfelek közül. |                                                          |                                               |
| 3.11 | Player Under Pressure / Feszült kapcsolatok              | 2008. április 21. / 2010. március 22.         |
| Az ifjú kosaras tehetséget a csarnok tribünje agyonnyomja. Úgy tűnik, az áldozatnak igen sok ellensége volt. |                                                          |                                               |
| 3.12 | The Baby in the Bough / A kis túlélő                     | 2008. április 28. / 2010. március 29.         |
| A balesetes autóban szénné égett nőt találnak. A közeli kisvárosban többeknek is oka lehetett megölni az asszonyt. |                                                          |                                               |
| 3.13 | The Verdict in the Story / Ítélethirdetés                | 2008. május 5. / 2010. augusztus 30.          |
| Brennan apja, Max a bíróság elé áll, hogy feleljen Robert Kirby FBI igazgató megöléséért. A bíróság Brennant is beidézi.                                                                                              |                                                          |                                               |
| 3.14 | The Wannabe in the Weeds / A rajongó                     | 2008. május 12. / 2010. szeptember 6.         |
| Meglőnek egy énekest, aki nagy sikerrel szerepelt tehetségkutató esteken. A riválisok közül többeknek is oka lehetett megölni.                                                                                        |                                                          |                                               |
| 3.15 | The Pain in the Heart / Temetés                          | 2008. május 19. / 2010. szeptember 13.        |
| Brennanak küldenek egy állkapocs csontot, amin kannibalizmusra utaló jeleket találnak. A laborban robbanás történt, ami azt jelenti, hogy csak a csapatból tehette valaki. Ezúttal a Gormogon kilétére is fény derül. |                                                          |                                               |